# Teicophrys pinai
Teicophrys pinai är en insektsart som beskrevs av Bolívar, C. och Coronado 1955. Teicophrys pinai ingår i släktet Teicophrys och familjen Episactidae. Inga underarter finns listade i Catalogue of Life.